# Earle Hyman
Earle Hyman (Rocky Mount, 11 ottobre 1926 – Englewood, 17 novembre 2017) è stato un attore statunitense.
È conosciuto principalmente per aver interpretato il ruolo ricorrente di Russell Robinson, padre di Cliff (Bill Cosby), nella serie televisiva I Robinson.

## Biografia e carriera
Nato a Rocky Mount in Carolina del Nord da Zachariah Hyman e Maria Lilly Plummer, la sua famiglia si trasferì a Brooklyn, dove Earle crebbe. Iniziò ad interessarsi alla recitazione in giovane età, dopo aver assistito ad una produzione dell'opera Spettri del drammaturgo norvegese Henrik Ibsen. «Il primo spettacolo che abbia mai visto è stato un regalo dei miei genitori al mio tredicesimo compleanno», dichiarò l'attore «e mi è piaciuto da impazzire».
Nel 1943 debuttò a Broadway, recitando nella commedia Run, Little Chillun e successivamente recitò anche all'American Negro Theater. L'anno successivo partì per una tournée di due anni per recitare nel ruolo di Rudolf nell'opera Anna Lucasta con protagonista Hilda Simms. A partire dal 1955 fu membro dell'American Shakespeare Theatre con cui interpretò il ruolo di Otello durante la stagione 1957.
Nel 1959 si esibì a Londra nella prima produzione di A Raisin in the Sun, recitando a fianco di Kim Hamilton. Lo spettacolo fu messo in scena al teatro Adelphi e venne diretto da Lloyd Richards.
Durante la sua carriera, oltre ad essere apparso in produzioni teatrali statunitensi, recitò anche in Norvegia (Hyman infatti parlava fluentemente norvegese), dove possedeva una casa sulla costa occidentale ed un appartamento ad Oslo. Nel 1965 vinse un Theatre World Award e nel 1988 gli venne conferita una St. Olav's medal per il suo lavoro nel teatro norvegese.
Oltre che interprete teatrale Hyman fu anche un attore televisivo e cinematografico. La sua prima esperienza sul grande schermo risale al 1945 nel film Giorni perduti di Billy Wilder, in cui interpretò un piccolo ruolo. Successivamente apparve anche in altre produzioni come gli adattamenti televisivi o cinematografici delle opere di William Shakespeare, Macbeth, Giulio Cesare e Coriolano. Hyman prestò la voce al personaggio di Panthro nella serie animata Thundercats ed apparve in alcuni episodi de La valle dei pini. Il ruolo per cui è maggiormente ricordato dal grande pubblico è però sicuramente quello di Russell Robinson nella serie televisiva I Robinson, in cui recitò dal 1984 al 1992 per un totale di 40 episodi.
La sua ultima partecipazione televisiva fu nel 2001, anno in cui apparve in un episodio della serie televisiva canadese Twice in a Lifetime.

## Filmografia parziale
- Missione segreta (Espionage) – serie TV, episodio 1x08 (1963)
- I Robinson (The Cosby Show) – serie TV, 40 episodi (1984-1992)